# Burlington (Connecticut)
Burlington város az USA Connecticut államában, Hartford megyében. Lakosainak száma 9519 fő (2020. április 1.).

## Népesség
A település népességének változása:

| 2010 | 9 301 |
| 2020 | 9 519 |